# بوداکی (استان لهستان کوچک‌تر)
بوداکی (به لهستانی:  Bodaki) یک روستا در لهستان است که در گمینا سنکووا واقع شده‌است.